# Madagascar 2
Madagascar 2 ist ein computeranimierter Trickfilm, der am 4. Dezember 2008 in den deutschen Kinos anlief. Die Produktion stammt, wie sein Vorgänger Madagascar, von DreamWorks Animation.

## Handlung
Der kleine Löwe Alakay lebt mit seinem Vater Zuba, dem Alpha-Löwen, in einem Reservat in Afrika. Als Makunga, der selbst Alpha-Löwe werden möchte, Zuba zu einem Kampf heraus fordert, folgt Alakay einem als Falle ausgelegten Seil und wird an der Grenze des Reservates von Wilderern gefangen genommen. Zuba versucht vergeblich, Alakay vom Truck der Wilderer zu retten. Während der Verfolgungsjagd fällt die Kiste mit dem gefangenen Alakay unbemerkt in einen Fluss und treibt ins Meer. Er schwimmt in der Kiste bis nach New York City, wo er gefunden und gerettet wird. Im Central Park Zoo wächst er unter seinem neuen Namen Alex zu einem stattlichen Löwen heran und wird zur Attraktion des Zoos.
Jahre später beschließen die vier New Yorker Zootiere Alex der Löwe, Marty das Zebra, Melman die Giraffe und Gloria das Nilpferd, die im Vorgängerfilm auf Madagaskar gestrandet waren, wieder nach New York in ihren Zoo zurückzukehren. Ihre Gastgeber, die Lemurenkolonie unter dem verrückten King Julien, und die aus dem Vorgängerfilm bekannte schlagkräftige Pinguin-Gang helfen ihnen, ein seit Jahrzehnten dort liegendes Flugzeugwrack wieder flottzumachen. Da ihnen während des Fluges der Treibstoff ausgeht, muss die Gruppe nach kurzer Flugzeit in Afrika bruchlanden. Sie landen in einem Tierreservat, dessen einzige Wasserstelle Treffpunkt zahlreicher Arten ist.
Die folgenden Szenen illustrieren die individuellen Anpassungsprobleme der vier Protagonisten an die „alte Heimat“: Alex findet seine Eltern wieder, kann jedoch die Aufnahmeprüfung für das Rudel nicht bestehen, weil er denkt, es wäre ein Tanzwettbewerb (und kein Zweikampf), und muss deshalb aus dem Rudel verbannt werden. Da dies sein Vater nicht übers Herz bringen kann, gibt er die Führung ab und der machthungrige und eitle Makunga wird Alpha-Löwe. Marty lernt eine Herde von optisch identischen Artgenossen kennen und glaubt frustriert, seine Einzigartigkeit verloren zu haben. Da es sogar Alex unmöglich ist, ihn von den anderen zu unterscheiden, streiten sie sich und Marty wendet sich enttäuscht von Alex ab. Gloria lernt mit „Moto Moto“ einen attraktiven, aber eher unromantischen Nilpferdbullen kennen. Melman, der Gloria insgeheim verzehrend liebt, zieht sich darum zurück, entwickelt eine neue eingebildete Krankheit und wartet auf den Tod. Die Pinguine – als einzige völlig unbeeindruckt von Afrika – stehlen Geländewagen von Touristen und bauen aus den Fahrzeugteilen ein neues Flugzeug zusammen.
Die Situation am Wasserloch eskaliert, als die von ihren Fahrzeugen getrennten Touristen mithilfe eines aus Baumstämmen selbst errichteten Staudamms die Wasserzufuhr zum Reservat unterbrechen (dabei werden sie von der alten New Yorker Dame angeführt, die sich schon im ersten Film in der Grand Central Station mit dem Löwen Alex furchtlos angelegt hatte). Alex will sich auf den gefahrvollen Weg aus dem Reservat hinaus machen, um die Ursache für das Versiegen des Wassers zu finden. Nachdem er Marty unter Hunderten von Zebras wiedererkannt hat, ist auch die alte Freundschaft zwischen Löwe und Zebra wiederhergestellt und beide machen sich gemeinsam auf den Weg. King Julien empfiehlt inzwischen, einen Freiwilligen als Opfer in den Vulkan zu werfen, um dadurch den Wassergott freundlich zu stimmen und so das Wasser zurückzubekommen. Der liebeskranke Melman, der wegen seiner eingebildeten Krankheit sowieso glaubt, nicht mehr lange leben zu können, meldet sich daraufhin. Gerade noch rechtzeitig hatte er Gloria seine Liebe gestanden, die ihn dann auch in letzter Sekunde vor dem Fall in den Vulkan retten kann. Alex und Marty entdecken den Staudamm der Touristen. Nach zwischenzeitlicher Gefangennahme und anschließender Befreiungsaktion zerstören die Tiere den Staudamm mithilfe der Pinguine und ihres Flugzeuges. Alex und seinem Vater gelingt es auch durch einen Trick, Makunga wieder zu entmachten und ihre Ehre und Stellung im Rudel zurückzuerlangen.
Zum Schluss wollen alle vorerst in Afrika bleiben, bis auf Skipper, der seine geliebte Hula-Puppe heiratet und zusammen mit den anderen Pinguinen und den Schimpansen mit dem Flugzeug und einer Ladung Gold und Diamanten in die Flitterwochen nach Monte Carlo fliegt.

## Filmmusik
1. Once Upon a Time in Africa
2. Traveling Song
3. Party! Party! Party!
4. I Like to Move It
5. Good, The Bad and the Ugly
6. Big and Chunky
7. Chums
8. New York, New York
9. Volcano
10. Rescue Me
11. More Than a Feeling
12. She Loves Me
13. Rescue Me
14. Copacabana (At the Copa)
15. Monochromatic Friends
16. Best Friends
17. Alex on the Spot

## Produktion und Veröffentlichung
Der Film wurde vom Studio DreamWorks Animation unter der Regie von Eric Darnell und Tom McGrath produziert. Die Musik wurde komponiert von Hans Zimmer und gesungen von Will.i.am. Vertrieben wird der Film in den USA von Paramount Pictures. Die Kinopremiere in den Vereinigten Staaten war am 7. November 2008. Bereits am 30. Oktober kam der Film in die russischen und ukrainischen Kinos.
Am 3. Dezember hatte der Film Premiere in Frankreich und Belgien, seit dem 4. Dezember 2008 war er in Deutschland zu sehen.

## Synchronisation
Der Film wurde von der Berliner Synchron AG übersetzt und synchronisiert. Für Synchronbuch und Dialogregie war Michael Nowka zuständig.
| Rolle                 | Originalsprecher       | Deutscher Sprecher       | Charakter          |
| --------------------- | ---------------------- | ------------------------ | ------------------ |
| Alex                  | Ben Stiller            | Jan Josef Liefers        | Löwe               |
| Marty                 | Chris Rock             | Rick Kavanian            | Zebra              |
| Melman                | David Schwimmer        | Bastian Pastewka         | Giraffe            |
| Gloria                | Jada Pinkett Smith     | Claudia Urbschat-Mingues | Flusspferd         |
| King Julien           | Sacha Baron Cohen      | Stefan Gossler           | Lemur (Katta)      |
| Maurice               | Cedric the Entertainer | Roland Hemmo             | Lemur (Fingertier) |
| Mort                  | Andy Richter           | Gerald Schaale           | Lemur (Mausmaki)   |
| Zuba, Alex’ Vater     | Bernie Mac             | Engelbert von Nordhausen | Löwe               |
| Florrie, Alex’ Mutter | Sherri Shepherd        | Almut Zydra              | Löwin              |
| Makunga               | Alec Baldwin           | Klaus-Dieter Klebsch     | Löwe               |
| Moto Moto             | will.i.am              | Friedemann Benner        | Flusspferd         |
| Trudchen              | Elisa Gabrielli        | Heike Schroetter         | Oma                |
| Skipper               | Tom McGrath            | Michael Beck             | Pinguin            |
| Kowalski              | Chris Miller           | Thomas D                 | Pinguin            |
| Private               | Christopher Knights    | Smudo                    | Pinguin            |
| Rico                  | John DiMaggio          | Andreas Rieke            | Pinguin            |
| Affe Mason            | Conrad Vernon          | Lothar Blumhagen         | Schimpanse         |
| Giraffe Stephen       | Stephen Kearin         | Hannes Lambert           | Giraffe            |

## Auszeichnungen
Am 19. Dezember 2008 erhielt der Film die Goldene Leinwand für über drei Millionen Kinozuschauer.

## Kritiken
Der Film erhielt überwiegend positive Kritiken und erreichte bei Rotten Tomatoes eine Bewertung von 64 %, basierend auf 150 Kritiken. Bei Metacritic konnte ein Metascore von 61, basierend auf 25 Kritiken, erzielt werden.

„Unterhaltsamer Familienfilm voller gewitzter Einfälle, dessen Umsetzung freilich einige Unstimmigkeiten aufweist. So schwächen sich Gags und ,gefühlvoll‘-dramatische Szenen mitunter gegenseitig ab, und die detailverliebte Animation verträgt sich nur wenig mit dem ,Loony Tunes‘-Stil der Actionsequenzen.“

## Fortsetzung
Eine Fortsetzung mit dem Titel Madagascar 3: Flucht durch Europa wurde am 8. Juni 2012 veröffentlicht. Alex der Löwe, Marty das Zebra, Gloria das Nilpferd und Melman die Giraffe versuchen immer noch nach Hause nach New York zu kommen. Dieses Mal geht ihre Reise zu einem Reisezirkus in Europa, den sie im Madagascar-Stil neuerfinden wollen.